# Juan Carlos Ecomba
Juan Carlos Machin Dikombo (Santa Isabel, Guinea Española, España, 6 de julio de 1967), también referenciado como Juan Carlos Ecomba, es un exfutbolista ecuatoguineano nacionalizado argentino quien jugaba como delantero. Actualmente, ejerce como árbitro en la categoría Benjamín del fútbol catalán.
Es el primer futbolista ecuatoguineano que ha jugado en clubes de Argentina (Nueva Chicago, Deportivo Riestra, J. J. Urquiza, Chacarita Juniors y Lugano).

## Historia
Debido a las guerras civiles en su país natal, Ecomba debió exiliarse en Argentina.[cita requerida]
Como futbolista surgió en las inferiores del Nueva Chicago, pero su debut fue en el Deportivo Riestra en la temporada 1986-1987 de la Primera "D", la última categoría del fútbol argentino.

A la temporada siguiente vuelve al Nueva Chicago el cual se encontraba en ese instante en la Primera B. En dicha categoría, jugó la temporada 1989-1990 para el Chacarita Juniors.

## Vida personal
Según lo indica un boletín oficial del Gobierno de la Ciudad de Buenos Aires realizado en 2000, Ecomba adquirió la nacionalidad argentina. Posteriormente, se mudó a Cataluña (España). Sus sobrinos, Elvis y José "Pepín", también son futbolistas, este último juega en el equipo primavera de la A. S. Roma, fue internacional ecuatoguineano sub-16 en 2011 y es miembro actual de la selección absoluta de Guinea Ecuatorial.